# (2942) Cordie
(2942) Cordie est un astéroïde de la ceinture principale découvert le 29 janvier 1932 par l'astronome allemand Karl Wilhelm Reinmuth. Le lieu de découverte est Heidelberg (024). Sa désignation provisoire était 1932 BG.
Sa distance minimale d'intersection de l'orbite terrestre est de 0,878835 ua.